# Känga

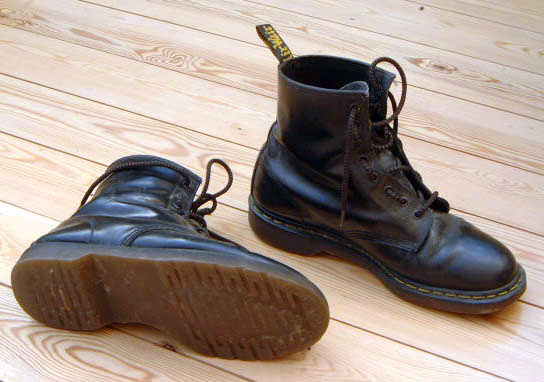
Dr. Martens-kängor

En känga är en fotbeklädnad av kraftigt slag ofta med snört skaft upp på smalbenet. 

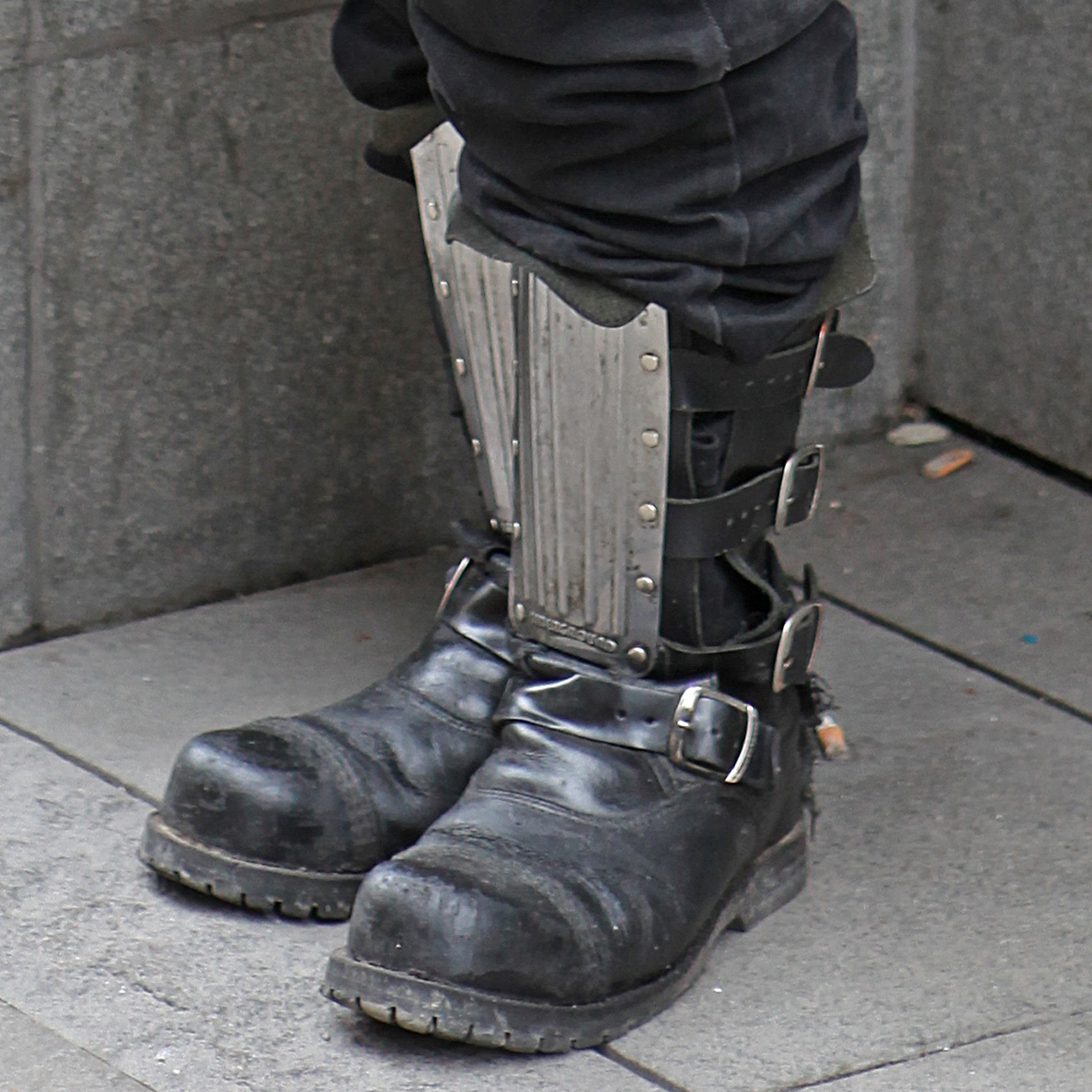
Svarta kängor med skydd

Kängor i läder med stålhätta används ofta av arbetare. Ökenkängor är låga kängor av mocka som bars av brittiska styrkor i Ökenkriget. 
På engelska heter känga boot, men engelskans boot kan även betyda vad som på svenska kallas stövel.
Olika varianter som också på svenska kallas boots är
- Western Boots - Kommer från Amerika, där cowboyerna använde dessa skor vid rodeon. (Tack vare hälen/klacken tappade man inte fästet med fötterna i stigbyglarna på hästens sadel, vilket underlättade det hela för ryttaren de få sekunder de lyckades hålla sig på hästen.) Dessutom var dessa skor ofta väldigt snyggt gjorda, med fina utsmyckningar. Dock var sulan gjord för att gå i mjuk westernsand, så de nöts ned ganska snabbt om man inte bara använder dem på grus. Därför brukar man sätta stålhätta på dem, vilket lindrar slitningen. (Denna hätta sätts i bakre nedre delen av klacken, då den är den del av skon som nöts först och hårdast.) Färgen på dessa skor varierar, men går oftast i brunt/mocka-färgat, grått, svart eller i värsta fall rosa.
- Biker boots - Inspirerades av cowboyernas boots. Man får bättre grepp om fotstöden på motorcykeln med dem, precis som man får bättre grepp i stigbyglarna på hästens sadel. Bikerbootsen är oftast svarta, med kedjor eller andra silvriga utsmyckningar - Bootstraps.